# Општина Уман (Јукатан)
Уман (шп. Umán) општина је у Мексику у савезној држави Јукатан. Општина се налази на надморској висини од 9 м.

## Становништво
Према подацима из 2010. у општини је живело 50993 становника.

### Хронологија
| Година       | 2000                  | 2005                  | 2010                  |
| ------------ | --------------------- | --------------------- | --------------------- |
| Становништво | 49145 (24678 / 24467) | 53268 (26696 / 26572) | 50993 (25443 / 25550) |

### Попис
| \| \| м \| \| \| ж \| \| 0—2 \| 1.443 \| \| \| 1.381 \| \| 3—5 \| 1.479 \| \| \| 1.462 \| \| 6—11 \| 2.969 \| \| \| 2.963 \| \| 12—14 \| 1.537 \| \| \| 1.430 \| \| 15—17 \| 1.567 \| \| \| 1.494 \| \| 18—24 \| 3.452 \| \| \| 3.410 \| \| 60+ \| 1.899 \| \| \| 1.923 \| \| Просек : \| 28,7 \| \| \| 29,1 \| |       |  |  |       |
| |       |  |  |       |
| | м     |  |  | ж     |
| 0—2 | 1.443 |  |  | 1.381 |
| 3—5 | 1.479 |  |  | 1.462 |
| 6—11 | 2.969 |  |  | 2.963 |
| 12—14 | 1.537 |  |  | 1.430 |
| 15—17 | 1.567 |  |  | 1.494 |
| 18—24 | 3.452 |  |  | 3.410 |
| 60+ | 1.899 |  |  | 1.923 |
| Просек : | 28,7  |  |  | 29,1  |

| #   | Индикатор                                                                                        | Вредност |
| --- | ------------------------------------------------------------------------------------------------ | -------- |
| 1   | Становништво од 0 до 2 године                                                                    | 2824     |
| 2   | Мушко становништво од 0 до 2 године                                                              | 1443     |
| 3   | Женско становништво од 0 до 2 године                                                             | 1381     |
| 4   | Становништво са 3 и више година                                                                  | 48128    |
| 5   | Мушко становништво са 3 и више година                                                            | 23979    |
| 6   | Женско становништво са 3 и више година                                                           | 24149    |
| 7   | Становништво са 5 и више година                                                                  | 46169    |
| 8   | Мушко становништво са 5 и више година                                                            | 23019    |
| 9   | Женско становништво са 5 и више година                                                           | 23150    |
| 10  | Становништво са 12 и више година                                                                 | 39255    |
| 11  | Мушко становништво са 12 и више година                                                           | 19531    |
| 12  | Женско становништво са 12 и више година                                                          | 19724    |
| 13  | Становништво са 15 и више година                                                                 | 36288    |
| 14  | Мушко становништво са 15 и више година                                                           | 17994    |
| 15  | Женско становништво са 15 и више година                                                          | 18294    |
| 16  | Становништво са 18 и више година                                                                 | 33227    |
| 17  | Мушко становништво са 18 и више година                                                           | 16427    |
| 18  | Женско становништво са 18 и више година                                                          | 16800    |
| 19  | Становништво од 3 до 5 година                                                                    | 2941     |
| 20  | Мушко становништво од 3 до 5 година                                                              | 1479     |
| 21  | Женско становништво од 3 до 5 година                                                             | 1462     |
| 22  | Становништво од 6 до 11 година                                                                   | 5932     |
| 23  | Мушко становништво од 6 до 11 година                                                             | 2969     |
| 24  | Женско становништво од 6 до 11 година                                                            | 2963     |
| 25  | Становништво од 8 до 14 година                                                                   | 6926     |
| 26  | Мушко становништво од 8 до 14 година                                                             | 3500     |
| 27  | Женско становништво од 8 до 14 година                                                            | 3426     |
| 28  | Становништво од 12 до 14 година                                                                  | 2967     |
| 29  | Мушко становништво од 12 до 14 година                                                            | 1537     |
| 30  | Женско становништво од 12 до 14 година                                                           | 1430     |
| 31  | Становништво од 15 до 17 година                                                                  | 3061     |
| 32  | Мушко становништво од 15 до 17 година                                                            | 1567     |
| 33  | Женско становништво од 15 до 17 година                                                           | 1494     |
| 34  | Становништво од 18 до 24 године                                                                  | 6862     |
| 35  | Мушко становништво од 18 до 24 године                                                            | 3452     |
| 36  | Женско становништво од 18 до 24 године                                                           | 3410     |
| 37  | Женско становништво од 15 до 49 година                                                           | 14411    |
| 38  | Становништво са 60 и више година                                                                 | 3822     |
| 39  | Мушко становништво са 60 и више година                                                           | 1899     |
| 40  | Женско становништво са 60 и више година                                                          | 1923     |
| 41  | Однос између мушкараца и жена                                                                    | 99.58    |
| 42  | Становништво од нуле до 14 година                                                                | 14664    |
| 43  | Становништво од 15 до 64 године                                                                  | 33881    |
| 44  | Становништво од 65 година и више                                                                 | 2407     |
| 45  | Просечан број деце                                                                               | 2.2      |
| 46  | Становништво рођено у ентитету                                                                   | 47441    |
| 47  | Мушко становништво рођено у ентитету                                                             | 23595    |
| 48  | Женско становништво рођено у ентитету                                                            | 23846    |
| 49  | Становништво рођено у другом ентитету                                                            | 3376     |
| 50  | Мушко становништво рођено у другом ентитету                                                      | 1749     |
| 51  | Женско становништво рођено у другом ентитету                                                     | 1627     |
| 52  | Становништво од 5 година и више резидентно у ентитету у јуну 2005. године                        | 45198    |
| 53  | Мушко становништво старосног доба од 5 година и више, резидентно у ентитету у јуну 2005. године  | 22474    |
| 54  | Женско становништво старосног доба од 5 и више година, резидентно у ентитету у јуну 2005. године | 22724    |
| 55  | Становништво од 5 година и више које је живело у другом ентитету у јуну 2005. године             | 743      |
| 56  | Мушко становништво старије од 5 година које је живело у другом ентитету у јуну 2005. године      | 413      |
| 57  | Женско становништво старије од 5 година које је живело у другом ентитету у јуну 2005. године     | 330      |
| 58  | Становништво од 3 године и више које говори аутохтони језик                                      | 10862    |
| 59  | Мушко становништво старо 3 године и више које говори аутохтони језик                             | 5463     |
| 60  | Женско становништво старо 3 године и више које говори аутохтони језик                            | 5399     |
| 61  | Становништво од 3 године и више које говори аутохтони језик и не говори шпански језик            | 119      |
| 62  | Мушко становништво старо 3 године и више које говори аутохтони језик и не говори шпански         | 36       |
| 63  | Женско становништво старо 3 године и више које говори аутохтони језик и не говори шпански језик  | 83       |
| 64  | Становништво старо 3 године и више које говори аутохтони језик и шпански                         | 10569    |
| 65  | Мушко становништво старо 3 године и више које говори аутохтони језик и шпански                   | 5340     |
| 66  | Женско становништво старо 3 године и више које говори аутохтони језик и шпански                  | 5229     |
| 67  | Становништво од 5 година и више које говори аутохтони језик                                      | 10833    |
| 68  | Становништво од 5 година и више које говори аутохтони језик и не говори шпански језик            | 119      |
| 69  | Становништво од 5 година и више које говори аутохтони језик и говори шпански језик               | 10541    |
| 70  | Становништво у домородачким домаћинствима                                                        | 23736    |
| 71  | Становништво са ограничењима у активностима                                                      | 2386     |
| 72  | Становништво са ограниченим ходањем или кретањем, горе или доле                                  | 1185     |
| 73  | Становници са ограничењима вида, чак и уз кориштење сочива                                       | 811      |
| 74  | Становништво са ограничењима говора, комуникације или конверзације                               | 225      |
| 75  | Становништво са ограниченим слухом                                                               | 224      |
| 76  | Становништво са ограничењима при одевању, купању или јелу                                        | 106      |
| 77  | Становништво са ограничењима у опажању или учењу једноставних ствари                             | 97       |
| 78  | Становништво са менталним ограничењима                                                           | 235      |
| 79  | Становништво без ограничења активности                                                           | 48330    |
| 80  | Становништво од 3 до 5 година које не похађа школу                                               | 1070     |
| 81  | Мушко становништво од 3 до 5 година које не похађа школу                                         | 535      |
| 82  | Женско становништво од 3 до 5 година које не похађа школу                                        | 535      |
| 83  | Становништво од 6 до 11 година које не похађа школу                                              | 132      |
| 84  | Мушко становништво од 6 до 11 година које не похађа школу                                        | 73       |
| 85  | Женско становништво од 6 до 11 година које не похађа школу                                       | 59       |
| 86  | Становништво од 12 до 14 година које не похађа школу                                             | 145      |
| 87  | Мушко становништво од 12 до 14 година које не похађа школу                                       | 87       |
| 88  | Женско становништво од 12 до 14 година које не похађа школу                                      | 58       |
| 89  | Становништво од 15 до 17 година похађа школу                                                     | 2170     |
| 90  | Мушко становништво од 15 до 17 година похађа школу                                               | 1102     |
| 91  | Женско становништво између 15 и 17 година живота у школи                                         | 1068     |
| 92  | Становништво од 18 до 24 године похађа школу                                                     | 1712     |
| 93  | Мушко становништво од 18 до 24 године похађа школу                                               | 885      |
| 94  | Женско становништво од 18 до 24 године похађа школу                                              | 827      |
| 95  | Становништво од 8 до 14 година које не може да чита и пише                                       | 259      |
| 96  | Мушко становништво старосног доба од 8 до 14 година које не може да чита и пише                  | 137      |
| 97  | Женско становништво старосног доби од 8 до 14 година које не може да чита и пише                 | 122      |
| 98  | Становништво од 15 година и више које је неписмено                                               | 2830     |
| 99  | Мушко становништво од 15 година и више које је неписмено                                         | 1030     |
| 100 | Женско становништво од 15 година и више које је неписмено                                        | 1800     |
| 101 | Становништво старо 15 и више година без школовања                                                | 2522     |
| 102 | Мушко становништво старо 15 и више година без школовања                                          | 968      |
| 103 | Женско становништво старо 15 и више година без школовања                                         | 1554     |
| 104 | Становништво старосног доба 15 и више година са непотпуним основним образовањем                  | 6404     |
| 105 | Мушко становништво старосног доба од 15 година и више са непотпуном основним образовањем         | 2975     |
| 106 | Женско становништво старосног доба 15 и више година са непотпуном основним образовањем           | 3429     |
| 107 | Становништво старо 15 и више година са комплетним основним образовањем                           | 5731     |
| 108 | Мушко становништво старо 15 година и више са комплетним основним образовањем                     | 2649     |
| 109 | Женско становништво старо 15 и више година са комплетним основним образовањем                    | 3082     |
| 110 | Становништво старосног доба 15 и више година са непотпуним средњим образовањем                   | 1998     |
| 111 | Мушко становништво старосног доба од 15 година и више са непотпуним средњим образовањем          | 1141     |
| 112 | Женско становништво старосног доба од 15 година и више са непотпуним средњим образовањем         | 857      |
| 113 | Становништво старо 15 и више година са пуним секундарном образовањем                             | 9900     |
| 114 | Мушко становништво старосног доба од 15 година и више са пуним секундарном образовањем           | 5157     |
| 115 | Женско становништво старосног доба од 15 година и више са пуним секундарном образовањем          | 4743     |
| 116 | Становништво старије од 18 година са постосновним образовањем                                    | 8784     |
| 117 | Мушко становништво старије од 18 година са постосновним образовањем                              | 4670     |
| 118 | Женско становништво старије од 18 година са постосновним образовањем                             | 4114     |
| 119 | Просечна оцена школовања                                                                         | 7.8      |
| 120 | Просечан ниво образовања мушке популације                                                        | 8.1      |
| 121 | Просечан ниво образовања женског становништва                                                    | 7.5      |
| 122 | Економски активно становништво                                                                   | 21160    |
| 123 | Економски активна мушка популација                                                               | 14478    |
| 124 | Економски активна женска популација                                                              | 6682     |
| 125 | Становништво које није економски активно                                                         | 17974    |
| 126 | Мушко становништво које није економски активно                                                   | 4978     |
| 127 | Женско становништво које није економски активно                                                  | 12996    |
| 128 | Запослено становништво                                                                           | 20661    |
| 129 | Запослено мушко становништво                                                                     | 14079    |
| 130 | Запослено женско становништво                                                                    | 6582     |
| 131 | Незапослена популација                                                                           | 499      |
| 132 | Незапослена мушка популација                                                                     | 399      |
| 133 | Незапослена женска популација                                                                    | 100      |
| 134 | Становништво без права на здравствене услуге                                                     | 11162    |
| 135 | Становништво које има право на здравствене услуге                                                | 39732    |
| 136 | Становништво које има право на ИМСС                                                              | 29417    |
| 137 | Становништво које има право на социјално осигурање                                               | 1138     |
| 138 | Становништво које има право на државно социјално осигурање                                       | 36       |
| 139 | Становништво које има право на опште осигурање или здравствено осигурање за нову генерацију      | 8641     |
| 140 | Становништво које је било једном или није било у браку током 12 година и више                    | 13309    |
| 141 | Венчано или уједињено становништво од 12 година и више                                           | 22828    |
| 142 | Становништво које је било у браку или уједињено 12 година и више                                 | 3078     |
| 143 | Становништво са католичком религијом                                                             | 41261    |
| 144 | Протестанти, еванђелисти и библијски следбеници различити од еванђелиста                         | 6922     |
| 145 | Становништво са другим религијама различитим од претходних                                       | 15       |
| 146 | Становништво без религије                                                                        | 2486     |
| 147 | Укупно пописаних домаћинства                                                                     | 12737    |
| 148 | Пописна домаћинства на челу са мушкарцима                                                        | 9892     |
| 149 | Пописна домаћинства на челу са женама                                                            | 2845     |
| 150 | Становништво у пописним домаћинствима                                                            | 50920    |
| 151 | Становништво у пописним домаћинствима на челу са мушкарцима                                      | 40405    |
| 152 | Становништво у пописним домаћинствима на челу са женама                                          | 10515    |
| 153 | Укупно домаћинстава                                                                              | 14724    |
| 154 | Укупно насељених домаћинстава                                                                    | 12751    |
| 155 | Укупно приватних кућа                                                                            | 14710    |
| 156 | Насељени приватни домови                                                                         | 12737    |
| 157 | Укупно насељених приватних кућа                                                                  | 12748    |
| 158 | Ненасељене приватне куће                                                                         | 1260     |
| 159 | Појединачна домаћинства за привремену употребу                                                   | 713      |
| 160 | Становници у насељеним приватним кућама                                                          | 50920    |
| 161 | Насељеност станара у приватним становима                                                         | 4        |
| 162 | Просечно становника по соби у приватним насељеним домаћинствима                                  | 1.24     |
| 163 | Појединачна домаћинства са подовима од различитих материјала од земље                            | 12543    |
| 164 | Појединачна домаћинства у приземљу                                                               | 139      |
| 165 | Појединачна домаћинства са једном спаваћом собом                                                 | 4896     |
| 166 | Појединачна домаћинства са две спаваће собе и више                                               | 7814     |
| 167 | Појединачна домаћинства са једним собом                                                          | 1293     |
| 168 | Појединачна домаћинства са две собе                                                              | 2709     |
| 169 | Појединачна домаћинства са 3 собе и више                                                         | 8706     |
| 170 | Појединачна домаћинства која имају електрично светло                                             | 12564    |
| 171 | Појединачна домаћинства која немају електрично светло                                            | 147      |
| 172 | Појединачна домаћинства која имају водоводну воду у стамбеном простору                           | 11146    |
| 173 | Појединачна домаћинства која немају водоводну воду у стамбеном простору                          | 1540     |
| 174 | Појединачна домаћинства која имају тоалет                                                        | 11137    |
| 175 | Појединачна домаћинства која имају канализацију                                                  | 9535     |
| 176 | Појединачна домаћинства која немају канализацију                                                 | 3168     |
| 177 | Појединачна домаћинства која имају електрично светло, довод воде из јавне мреже и канализацију   | 8986     |
| 178 | Појединачна домаћинства без икаквих услова                                                       | 219      |
| 179 | Појединачна домаћинства која имају радио                                                         | 9906     |
| 180 | Појединачна домаћинства која имају телевизор                                                     | 12163    |
| 181 | Појединачна домаћинства која имају фрижидер                                                      | 10460    |
| 182 | Појединачна домаћинства која имају машину за веш                                                 | 9431     |
| 183 | Појединачна домаћинства која имају аутомобил или комби                                           | 3119     |
| 184 | Појединачна домаћинства која имају рачунар                                                       | 2293     |
| 185 | Појединачна домаћинства која имају фиксну телефонску линију                                      | 1516     |
| 186 | Појединачна домаћинства која имају мобилни телефон                                               | 9411     |
| 187 | Појединачна домаћинства која имају приступ интернету                                             | 1080     |